# Thorsten Gimmler
Thorsten Gimmler (* 1966) ist ein deutscher Autor von Brett- und Kartenspielen. Hauptberuflich arbeitet er seit Februar 2005 als Produktmanager bei Schmidt Spiele. 
Während seines Elektrotechnikstudiums, das er mit dem Ingenieur-Diplom abschloss, traf er sich oft mit Gleichgesinnten zum gemeinsamen Spiel. Dabei reifte die Idee auch einmal ein eigenes Spiel im Regal stehen zu haben, so besuchte Gimmler 1995 zum ersten Mal das jährliche Autorenspieltreffen in Göttingen um sich Rat und Anregungen zu holen. Bis zur ersten Veröffentlichung eines eigenen Spiel dauerte es dann noch bis 1999.

## Preise und Auszeichnungen
- Spiel des Jahres
  - Geschenkt … ist noch zu teuer!: Empfehlungsliste 2005
  - Der Dieb von Bagdad: Nominiert 2007
- International Gamers Award
  - Odins Raben: Nominiert 2003
  - Aton: Nominiert 2006
- À-la-carte-Kartenspielpreis
  - Geschenkt … ist noch zu teuer!: 2. Platz 2005

## Ludographie
- 1999: Millenniumspiel, Schmidt Spiele
- 1999: Kap Hoorn, Kosmos
- 1999: Alles Klar?, Piatnik
- 1999: Pool Position, FX/Ravensburger
- 2000: Aber Hallo!, Piatnik
- 2002: Odins Raben, Kosmos, Artwork: Andreas Steiner
- 2002: Wühltisch, Ravensburger
- 2003: Ludoviel, Drübberholz e.V. zusammen mit Friedemann Friese, Hartmut Kommerell, Andrea Meyer und Martina Hellmich
- 2003: Ritter-Rennen, Schmidt Spiele
- 2004: Geschenkt … ist noch zu teuer!, Amigo, Artwork: Oliver Freudenreich (2004), Atelier Löwentor (2011)
- 2006: Aton, Queen Games
- 2006: Der Dieb von Bagdad, Queen Games, Artwork: Michael Menzel
- 2007: Gangster, Amigo, Artwork: Robert Nippoldt